# PhotoDNA
PhotoDNAは、児童ポルノやその他の違法コンテンツを検出するために使われる画像識別技術である。アメリカ合衆国の法律では、National Center for Missing & Exploited Children（NCMEC）へ児童ポルノやその他の違法コンテンツの報告が義務付けられており、報告されたコンテンツが検出の対象となっている。2009年からMicrosoft Researchとダートマス大学の教授Hany Faridが共同開発した。既知の違法画像とビデオファイルのデータベースを元に各画像を表すユニークなハッシュを生成し、その後、その画像の他の複製の識別に利用できる。
主に児童ポルノの流通阻止の為に使用されており、画像のハッシュを計算することで検出している。このハッシュはサイズが変更されていたり、目立たない配色変更を含む画像の変更があっても変更されないように計算されている。PhotoDNAは画像を白黒化し、サイズを変更し、格子状に分割し、輝度勾配や輪郭を探索している。
MicrosoftのサービスであるBingやOneDriveの他に、GoogleのGmail、Twitter、Facebook、Adobe Systems、Reddit、Discord、そして、Microsoftが技術を寄付したNCMECで採用されている。
マイクロソフトは、International Centre for Missing & Exploited Children (ICMEC) が管理・支援するProject VICにPhotoDNAの技術を寄贈している。Project VICは、画像と動画のハッシュを共有する取り組みで、犯罪者のコンピュータ上で捜査員が発見する素材をフィルタリングすることによって、捜査手順を合理化し、法執行機関による児童ポルノ捜査の対象を絞り込むことができる。このProject VICでは、個々の写真を一意に識別するために使用できる「指紋」を作り出す技術を利用している。強固なハッシュセットを使用することにより、法執行機関は検索した画像がすでに特定されているものかどうか、児童ポルノの何百万ものデジタルハッシュからなるプロジェクトのデータベースの一部にあるかどうかを判断し、刑事が新たに発見しなければならない児童に集中することができる。 また、この技術はオンラインサービスプロバイダがサイト上で共有する児童性的虐待画像を検知することで、児童ポルノ画像などの継続的な普及を差し止めることの役に立つ。

## 歴史
2014年12月、マイクロソフトはAzure Marketplaceを通じて、PhotoDNAを無償のクラウドサービスとして適格な組織に提供した。
2015年末、マイクロソフトはソフトウェアの改良したことで、静止画だけでなく動画ファイルの解析も可能になった。
2016年、ハニー・ファリドはこの技術がテロ関連画像の拡散を食い止めるために利用できると提案したが、当初ソーシャルメディア企業はほとんど関心を示さなかった。 2016年12月、Facebook、Twitter、Google、Microsoftは、テロリスト募集動画や暴力的テロリスト画像などの過激派コンテンツに取り組むためにPhotoDNAを使用する計画を発表し、アルカイダ動画を自動的に削除するなどして行われた。

## 技術詳細
```
PhotoDNAは、画像を白黒化し、格子状に分割し、格子の濃淡を数値化することで、ハッシュ（電子署名）を作成し、それによってネット上での再利用を減らすことができる。顔認識技術や画像中の人物・物体の特定をしているわけではなく、画像のハッシュ値と監視団体や企業がすでに違法と認定した画像のデータベースを比較している。PhotoDNAのハッシュの参考データベースを作成している英国のInternet Watch Foundationは、現在、児童の性的搾取の資料として知られている30万件のハッシュを保有している。
```

PhotoDNA for Videoは、ビデオをキーフレームに分解し、それらのスクリーンショットのハッシュを作成している。PhotoDNAは発見されないように加工された画像と照合することが可能だが、それと同様にPhotoDNA for Videoは、一見無害に見えるビデオに編集され組み込まれた児童の性的搾取に関わるコンテンツを発見することが可能である。また、PhotoDNA for Videoは、1つや複数のキーフレームのハッシュに基づいて、他のビデオに違法なビデオを埋め込まれたものを発見することができる。

## 使用例
PhotoDNAは、コンテンツプロバイダーによって数百万枚の違法写真をインターネット上から削除するのに利用されている。また、子供に対する性犯罪者の有罪判決を支援したり、法執行機関が潜在的な被害者が物理的に被害を受ける前に救助するために活用されている。